# Expedición española a Dinamarca

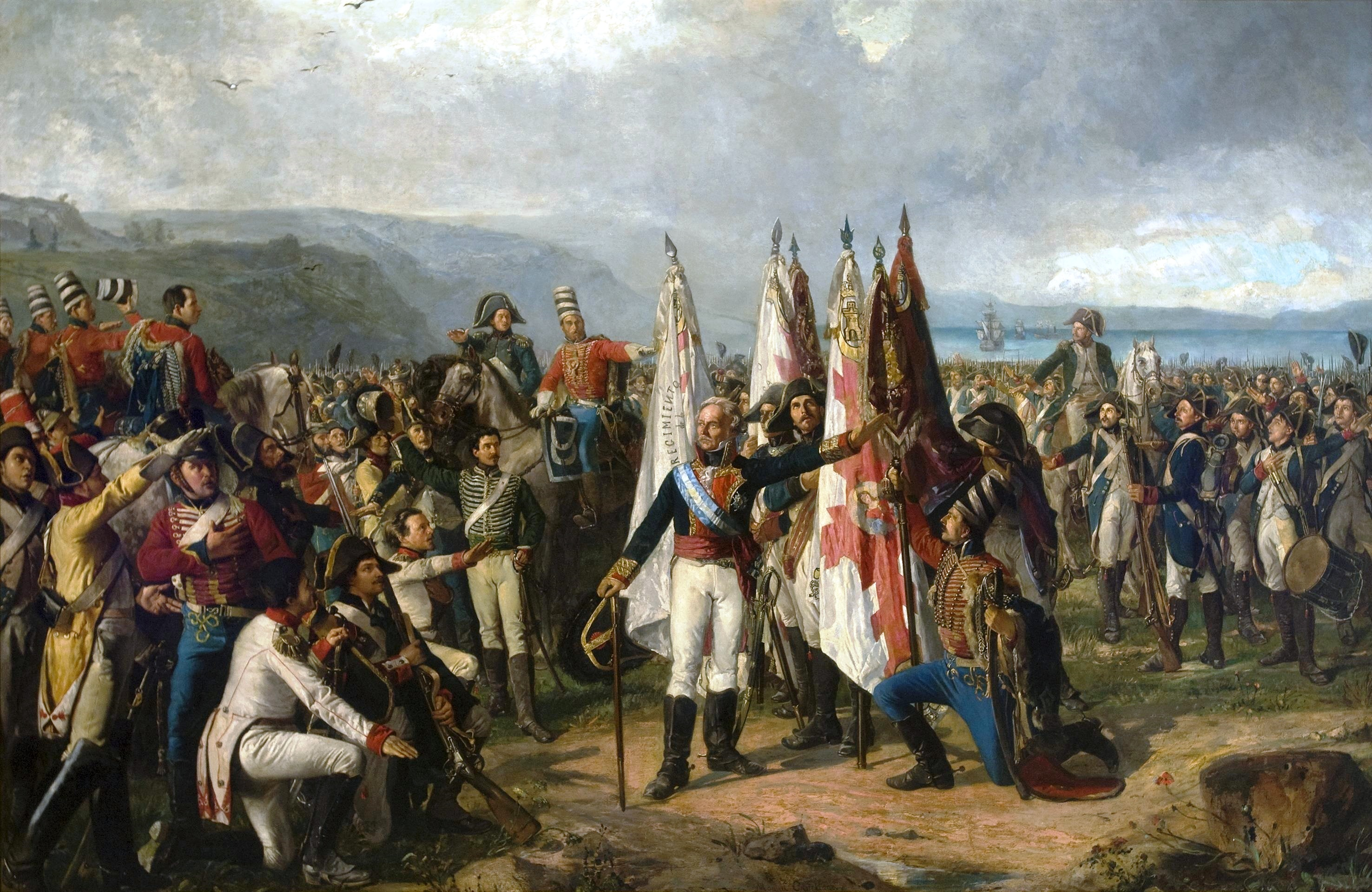
Obra El Juramento del Marqués de la Romana, donde el militar jura con sus tropas lealtad a la patria en 1808. Realizado por Manuel Castellano en 1850.

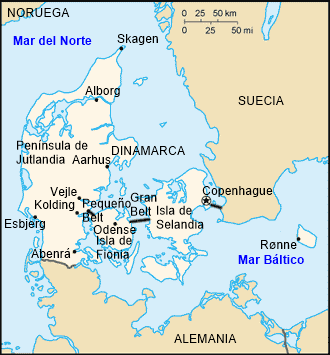
Mapa actual de Dinamarca.

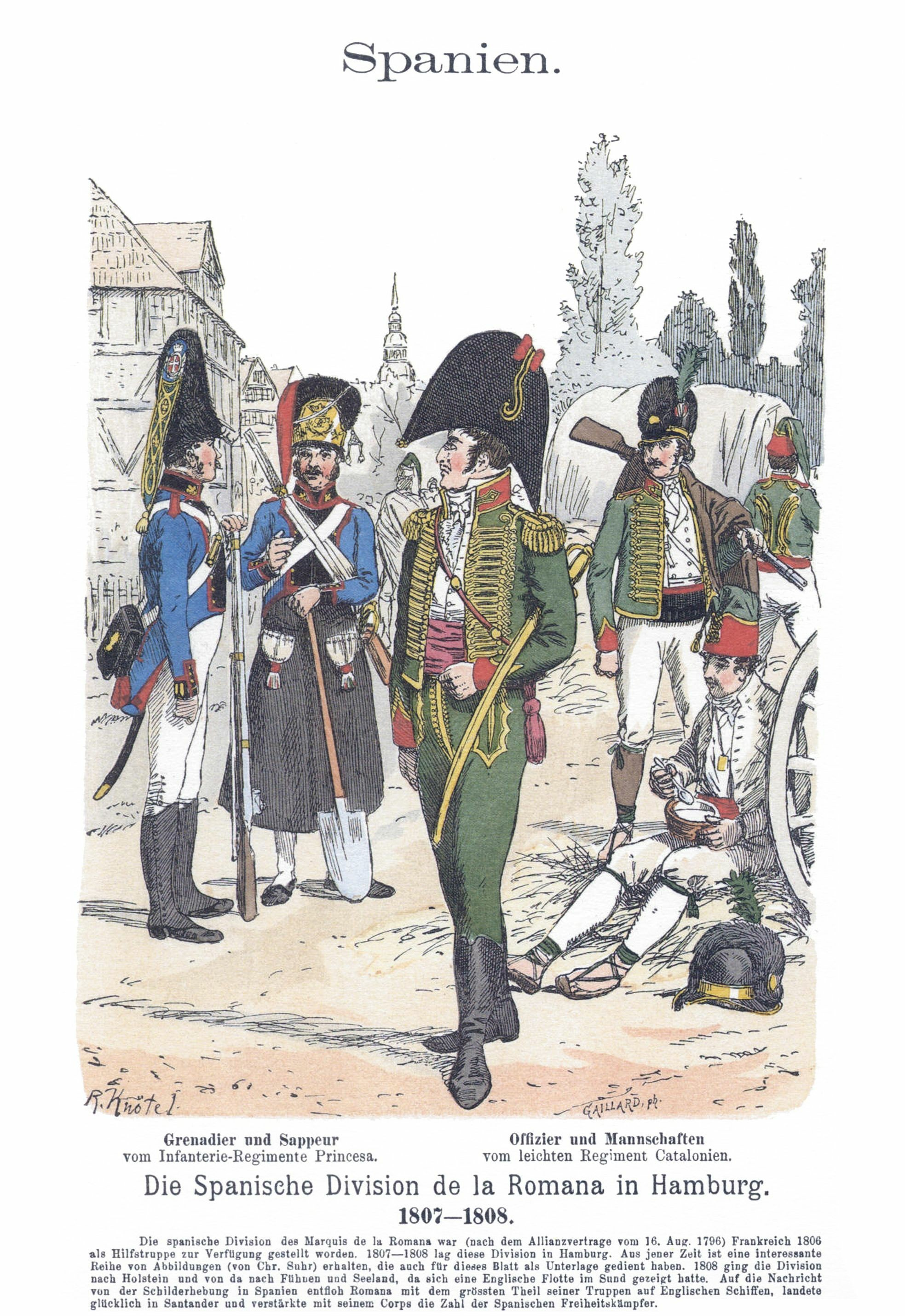
El dibujo muestra a hombres con uniformes militares de comienzos del. Los granaderos y los zapadores de la izquierda pertenecen al Regimiento de Infantería Princesa y llevan chamarretas azules con gorros de piel. Los oficiales y los hombres alistados de la derecha son del Regimiento de Infantería Ligera Cataluña y llevan chaquetas verdes de estilo húsar.

La Expedición española a Dinamarca fue un contingente de 13 355 hombres, 3088 caballos, 25 cañones, 116 mujeres, 69 niños y 49 criados, que fue enviado por España a Dinamarca como ayuda a Napoleón en 1807 para proteger las costas danesas de desembarcos británicos. Con la invasión francesa de España y en el contexto de la guerra de la Independencia Española, la expedición se transformó en un ejército rebelde que intentaba escapar.

## La expedición parte y se reparte por el territorio de Dinamarca
En 1807 España, por encargo de Godoy, envía dos columnas a Dinamarca para apoyar a las tropas de Napoleón. La primera columna parte de Irún y pasa por Burdeos hasta llegar a Hannover. La segunda cruza la frontera por Port Bou, pasa por Lyon y Besançon hasta llegar también a Hannover. Desde allí, ambas juntas, comandadas por el teniente general Pedro Caro y Sureda, III Marqués de La Romana, y por el mariscal francés Bernadotte, príncipe de Pontecorvo, habían llegado hasta Hamburgo para reunirse con la división Etruria. El Marqués de La Romana mandaba a los hombres del ejército expedicionario español que se incorporó al Cuerpo de Observación comandado por Bernadotte. Las tropas pasan el invierno de 1807 a 1808 acantonadas en Hamburgo y Lübeck.
En marzo de 1808 las tropas españolas entran en Dinamarca con órdenes de desplegarse por la costa para evitar desembarcos de Inglaterra. La presencia francesa y española en Dinamarca es recibida con colaboración y los cuarteles generales comandados por daneses se encargan del avituallamiento. Las relaciones con los daneses son de buena vecindad.

Pero lo que más me agradó en mi recuerdo, y que fui reviviendo después en numerosas narraciones, fue la estancia de los españoles en Fionia en 1808. Ciertamente, entonces yo no tenía más que trece años, pero recuerdo perfectamente a aquellos hombres morenos que paseaban armando bulla por las calles, y los cañones disparando. Vi dormir a aquella gente en una iglesia medio derruida al lado del hospital, sobre montones de paja. Un día un soldado español me tomó en sus brazos y me puso sobre los labios una imagen de plata que llevaba en el pecho. Me acuerdo de que mi madre se enfadó, porque debía ser algo católico, dijo, pero a mí me gustó la imagen y también el extranjero, que bailó conmigo, me besó y lloró. Seguramente también él tendría hijos, allá en España. Vi cómo llevaban a uno de sus camaradas al paredón por haber asesinado a un francés. Impulsado por este recuerdo escribí, muchos años después, mi poemita "El soldado", que Chamisso tradujo al alemán y se incluyó en el libro ilustrado Soldatenlider.
Hans Christian Andersen. El cuento de mi vida sin literatura

A las tropas les llegan noticias del motín de Aranjuez, producido en Madrid el 18 de marzo de 1808 contra Godoy, de la presencia de un ejército en España a las órdenes del mariscal Joaquín Murat y la entrega a Francia de varias plazas fronterizas, lo que provoca hostilidad de los españoles contra los franceses. El mariscal Bernadotte recibe órdenes de dispersar las tropas españolas en distintas plazas para evitar la cohesión y censurar la correspondencia.
Se produce la invasión francesa de España y el 2 de mayo el levantamiento español, que da comienzo a la guerra de la Independencia Española, que contará con apoyo inglés. El teniente Rafael Lobo, ayudante del almirante Ruiz de Apodaca y secretario de la Junta Suprema Central de Sevilla, con el apoyo de británicos y españoles de la Junta que colaboraban en Londres contra Francia, fue a ponerse en contacto con el Marqués de la Romana para informarle de lo sucedido. Pero Lobo no podía entrar en Dinamarca desde Inglaterra y el encargado de avisarle fue el sacerdote escocés católico James Robertson que, como hablaba alemán, se hizo pasar por mercader de chocolate. Desde entonces, la información sería transmitida en un sistema de claves basado en los versos del Cantar del Mío Cid.
Con la invasión de España por Napoleón y el establecimiento del reinado de su hermano, José Bonaparte en España, las tropas son obligadas a prestar juramento al nuevo rey de España. El capitán Francisco Vives y el subteniente Juan Antonio Fábregas intentan establecer contacto con los barcos ingleses. Tras prestar juramento siguiendo órdenes de algunos mandos afrancesados y dada la división reinante, y no sin fricciones, comienzan las tentativas de escape. Tras ser detenidos por franceses y daneses los españoles intentan marchar contra Copenhague, pero son detenidos por un fuerte contingente danés.

## La evacuación de Dinamarca
El 5 de agosto Lobo por fin llega a Dinamarca y se reúne con Fábregas y le entrega un plan de evacuación para que se lo hiciera llegar al marqués de La Romana, el cual manda una serie de correos a todas las tropas españolas dispersas por Dinamarca y sus islas que indica que en España se han levantado contra la invasión y que van a juntar una flota para evacuarlos y que quien quiera que se venga, que él se iba seguro.
El plan era reunir en la ciudad de Nyborg, situada en la enorme isla de Fionia, a todos los españoles que se encontraran en la isla, apoderarse del puerto de Nyborg, apoderarse de las seis baterías de cañones que guardaban al puerto y hacerse con todas las embarcaciones atracadas. Después, con las baterías de cañones, impedir el paso a cañonazos a los franceses que se acercaran por el estrecho del Pequeño Belt, que había entre la isla y la masa continental de Dinamarca. Llegado el momento, se dirijirían a la isla del Sur, Langeland, hasta la llegada de los barcos ingleses que se encontraban en el estrecho del Gran Belt, en los que embarcarían.
Los regimientos españoles que se encontrasen en Dinamarca debían ir a la isla de Fionia o ir a la de Langeland. Los dos regimientos que se encontraban en la gran isla de Selandia, al este de la isla de Fionia, eran más difíciles de agrupar y debían llegar por sus propios medios al punto de encuentro o encontrar un puerto por su cuenta.
El plan se puso en marcha el día 9 y el marqués de la Romana tomó Nyborg el día 9 con sus 8779 hombres. El comandante de la ciudad, el barón Gyldenkrone, sólo contaba con 1000 soldados y se rindió sin luchar. En el puerto había 44 pesqueros, el bergantín Fama y dos balandras, la Soormen y la Laurwing. Tomaron el control de los barcos y de las baterías de cañones. Se embarcaron, pues, para Langeland.
Una vez en la península, en Horsens, las dudas asaltaron al Regimiento de Caballería del Algrarve, que empezó a temer que la huida sería un fracaso y que, de lograrse, se encontrarían a merced de los ingleses. El capitán Antonio Costa ordenó la salida de 200 jinetes con seis oficiales y los cadetes, pero era tarde. Bernadotte, ya en guardia para acabar con la rebelión en Fionia, envió una avanzadilla dirigida por el mayor Ameil compuesto por caballería, dragones ligeros y compañías francesas y danesas. Viéndose en desventaja numérica, Antonio Costa parlamentó con Ameil una rendición, pero las discusiones finalizaron al llegar el ejército de Bernadotte. Antonio Costa se suicidó de un disparo.
En la isla de más al sur, Langeland, las cosas inan mucho mejor. Los españoles tomaron el control de los franceses de la zona, dirigidos por Gautier y negociaron con el noble danés de la zona, el conde Frederik Ahlefeldt-Laurvig, que los ingleses no desembarcarían y que los daneses entregarían sus armas pero que las recuperarían después de que los españoles hubieran embarcado. También los daneses les suministrarían 200 reses y 30 000 raciones de pan, para abastecer a todos los españoles que debían venir de Fionia. A cambio de dichos víveres, los 9000 españoles que vendrían no llevarían a cabo actos de pillaje.
De la Romana llegaría al punto de encuentro de Langeland el 13 de agosto, pero tuvieron que esperar a que vinieran más buques británicos para embarcarlos a todos. La tarde del día 19 de agosto Bernadotte comenzó a cañonear la costa con cinco cañoneras y dos lombardas, lo que hizo que se apresurara el embarque. El marqués de La Romana mandó un correo a Copenhague en un barco británico con bandera blanca solicitando al rey  Federico VI de Dinamarca la liberación de los 5000 españoles detenidos de los Regimientos de Infantería "Asturias" y "Guadalajara", que se encontraban en Roeskilde, ciudad de Selandia, a cambio de los daneses que ellos retenían en la isla de Langeland, pero el barco no pudo llegar a puerto porque fue recibido a cañonazos y tuvo que regresar. Finalmente, el embarque se produjo y los barcos zarparon rumbo a Suecia.
El día 27 llegaron a la bahía de Gotemburgo, en Suecia, los buques británicos y pesqueros daneses cargados de soldados españoles, pero sin haber podido embarcar nada de caballería. El 5 de septiembre llegarán 37 buques desde España para repatriar a los soldados. El 12 partieron para España y el 9 de octubre desembarcan en Santander, Ribadeo y Santoña.
Dinamarca se negó a liberar a los 5000 españoles que se encontraban en Selandia, que fueron entregados a los franceses. Por ello, en octubre, todos los buques daneses, 22 incluyendo una corbeta de guerra llamada Diana, que se encontraban en puertos españoles fueron requisados y vendidos sus cargamentos.

## La paz de Huéscar
Ante los hechos ocurridos, la Junta Suprema, reunida en Sevilla el 18 de septiembre de 1809, acuerda romper, mediante la publicación de un Real Decreto, toda comunicación con Dinamarca. Se mandó imprimir dicho Decreto así como el de su comunicación inmediata a todas las instancias oficiales. El cabildo granadino de Huéscar decidió el 11 de noviembre de 1809 declarar la guerra a Dinamarca. Sin embargo, como tropas españolas estaban ocupadas con el avance de la guerra, los hechos ocurridos en Dinamarca cayeron en un relativo olvido, de modo que la guerra contra los daneses nunca se libró. En 1981 el ayuntamiento de Huéscar celebró un acto con representación política de ambos países para firmar la paz. Huéscar también se hermanaría con el municipio danés de Kolding.

### Literatura
- El vals de los españoles (HRM Ediciones, 2025) de Nieves Michavila, [1]

1. ↑    «El vals de los españoles.»